# Croix de Fraissines
La croix de Fraissines est une croix de cimetière située dans le cimetière de l'église Saint-Jacques de Fraissines, dans le Tarn, en région Occitanie (France). Elle surmonte le tombeau réservé aux curés de la paroisse.

## Description
Sculptée au XVIe siècle, la croix de Fraissines, de style gothique tardif, est richement décorée sur ses deux faces :
- La première présente Jésus-Christ crucifié, entouré de la Vierge Marie et de saint Jean ;
- La seconde présente une Vierge à l'Enfant qui surmonte un personnage biblique et un ange, alors qu'un autre ange tend un dais au-dessus de la scène.

Alors que l'ensemble de la croix est hérissé de crochets, les extrémités sont ornées de feuillages.
La croix de Fraissines est classée monument historique par arrêté du 7 janvier 1953.